# Wilhelm Abraham Teller
Wilhelm Abraham Teller, né en 1734 et mort en 1804, est un théologien protestant allemand, adepte du rationalisme théologique issu des Lumières allemandes (Aufklärung).

## Biographie
Né à Leipzig, il enseigne la théologie à Helmstedt, mais la grande hétérodoxie de ses méthodes rend sa position intolérable. Il va alors s'établir en 1769 à Berlin, où il devient membre du consistoire, premier pasteur de la paroisse luthérienne de Saint-Pierre et membre de  l'Académie des arts de Berlin. Son enseignement consiste à expliquer par des allégories. Ses écrits présentent un rationalisme qui tend à supprimer le merveilleux pour se rapprocher du déisme.

## Disciples
Le Dr Ockel, lui-même prédicateur et écrivain luthérien, s'affirme dans ses nombreux écrits comme l'un de ses principaux disciples.

## Œuvre
On a de lui : 
- Lehrbuch des christlichen Glaubens (Doctrine de la foi chrétienne), 1764 ;
- Wörterbuch des Neuen Testamentes zur Erklärung der christlichen Lehre (Dictionnaire du Nouveau-Testament), 1772. L'objet de cet ouvrage était de forger un langage nouveau pour le Nouveau Testament : ce lexique mit Teller parmi les rationalistes les plus avancés de son temps.
- Anleitung zur Religion überhaupt und zum Allgemeinen des Christenthums besonders; für die Jugend höherer und gebildeter Stünde aller Religions parteien (Morale pour tous les états), 1787 ;
- La plus ancienne Théodicée ou Explication des 3 premiers chapitres de la Genèse, 1802.

## Source
Marie-Nicolas Bouillet  et Alexis Chassang (dir.), « Abraham Teller » dans Dictionnaire universel d’histoire et de géographie, 1878 (lire sur Wikisource)